# Heartbreaker (canción de Led Zeppelin)
«Heartbreaker» es la quinta canción del álbum Led Zeppelin II de la banda Led Zeppelin y editado en el año 1969. La pista abre la cara B de dicho disco y fue compuesto por los cuatro miembros de la banda y Eddie Kramer, el ingeniero que les acompañaba. Está grabada en el Estudio A&R de Nueva York. También está incluido en los álbumes recopilatorios BBC Sessions , How the West Was Won y Mothership.
Destaca en la canción un repetitivo riff de guitarra que se repite múltiples veces en distintas tonalidades así como un solo de guitarra. Este comienza en un espacio de 45 segundos en los que el resto de componentes dejan de tocar y el guitarrsta Jimmy Page interpreta rápidas secuencias de notas de la escala pentatónica de La menor. Dicho solo contiene muchas de las características de estilo propias de este guitarrista como licks rápidos de pentatónica o grandes bendings (estiramientos de las cuerdas). Ocupó el lugar número 16 en la lista de los 500 grandes solos de guitarra de todos los tiempos que publicó la revista Rolling Stone.
Dado el gran éxito que obtuvo, el grupo la utilizaba en muchas ocasiones este tema como apertura en sus conciertos.

## Estructura y composición
La canción comienza con un agresivo riff en La menor construido en torno a la escala de blues seguido por un intervalo de quinta justa de guitarra y bajo durante el verso principal. Esta estructura se repite hasta llegar a la parte del solo en el cual los otros componentes del grupo dejan de tocar y lo único que se escucha es la guitarra de Page.
El solo consiste en una rápida explosión de acordes acentuados por la flexión de la cuerda Sol por parte de Page. Su importancia en la canción es tal que fue grabado por separado y añadido posteriormente al resto de la canción.
Page también reveló a Guitar World que esta canción en general, y el solo a capela en particular, fue el primer caso registrado de su famosa combinación Gibson Les Paul / Marshall Stack.
- Esta grabación parece ser la única pista de Led Zeppelin en el que el bombo del baterista John Bonham se puso especialmente bajo en la mezcla.

## Interpretaciones en vivo
El tema era uno de los preferidos por el público para ser tocado en vivo, por lo cual en los recitales de 1971 y 1972 la banda abría con Immigrant Song, siendo ésta inmediatamente seguida por Heartbreaker; en conciertos posteriores fue incluida como un encore. Heartbreaker y Communication Breakdown fueron las únicas canciones que el grupo incluyó en todas sus giras.
En las interpretaciones en vivo, Page solía encadenar Heartbreaker con otras canciones, como Bourrée (una adaptación de la Suite para laúd n. º 5 de Bach que realizó Jethro Tull), Greensleeves una canción tradicional de folk inglés o The 59th Street Bridge Song (Feelin' Groovy), de Simon and Garfunkel, aunque en los lanzamientos oficiales esta sección fue removida.
Otra versión del tema, interpretado en 1973 en el Madison Square Garden de Nueva York, fue incluida para su película en directo The Song Remains The Same. Esta versión fue posteriormente incluida en la versión remasterizada del film, que salió a la venta en el año 2007.
La última interpretación de la canción con todos los integrantes de la banda, fue el 29 de junio de 1980 en Dinamarca. Luego de la muerte de John Bonham, los miembros sobrevivientes tocaron Heartbreaker en un concierto conmemorando el 40.º aniversario de Atlantic Records en 1988, en el Madison Square Garden con Jason Bonham, hijo de John Bonham, en la batería. Jimmy Page también toco ese tema en la gira que realizó junto con el grupo The Black Crowes en 1999.
Ha sido un tema varias veces versionado, entre ellas por Lou Gramm en el álbum Tributo "Stairway to Heaven" (1997), por Alvin Youngblood Hart en el álbum "Songs of Led Zeppelin - All Blues´d Up" (2003) o en el álbum en vivo "Hammer of the Gods - Two Nights in North America" (2008) por un super grupo para la ocasión conformado por Paul Gilbert (guitarra), Dave LaRue (bajo), Mike Portnoy (batería) y Daniel Gildenlow (voz). 
.
- Datos: Q392695